# Église Saint-Martin de Landshut

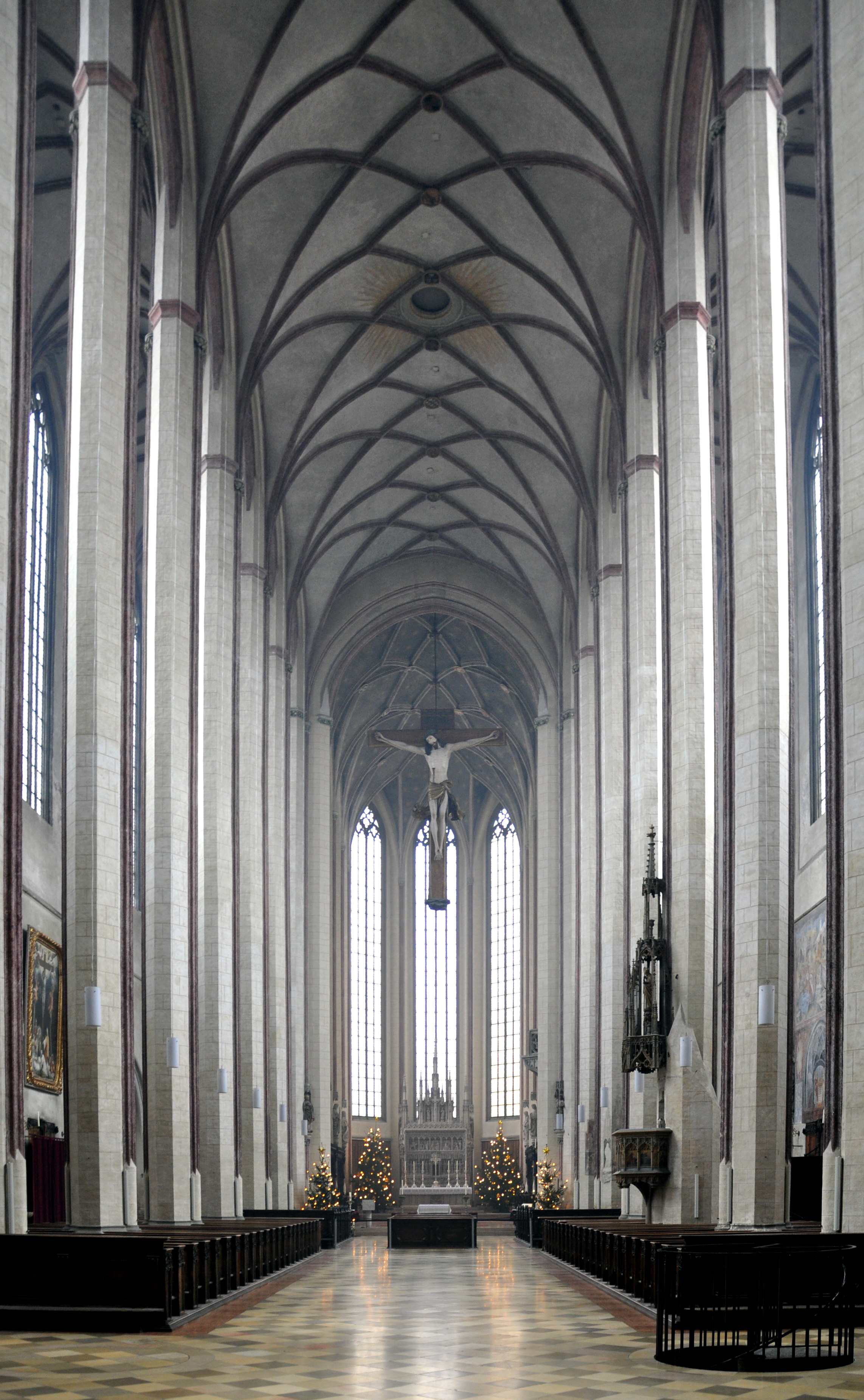
L'intérieur.

L'église Saint-Martin-et-Castule (basilique mineure), abrégée en Saint-Martin ou église Saint-Martin, est une église paroissiale et collégiale catholique, en brique, située à Landshut en Bavière en Allemagne.

## Résumé
Elle été commencée par le maître d'œuvre Hans Krumenauer vers 1385 en tant qu'église-halle et achevée avec la participation significative de Hans von Burghausen, également maître d'œuvre, jusqu'à environ l'an 1500. Avec son architecture exceptionnelle, verticalisée au-delà des normes, où se mêlent des éléments de l'architecture gothique et gothique tardif, l'église fait partie des monuments les plus importants de cette architecture en Allemagne du Sud. La tour de l'église Saint-Martin de Landshut, avec ses 130,1 mètres, est la plus haute tour en briques du monde ainsi que la plus haute tour d'église de Bavière. 
Le chapitre collégial de Moosburg fut transféré à Landshut (St. Martin) en 1598 à l'initiative du duc Guillaume V et supprimé en 1803. En 1937, l'ancien chapitre collégial a été rétabli à la demande du cardinal Faulhaber par le pape Pie XI.

## Galerie

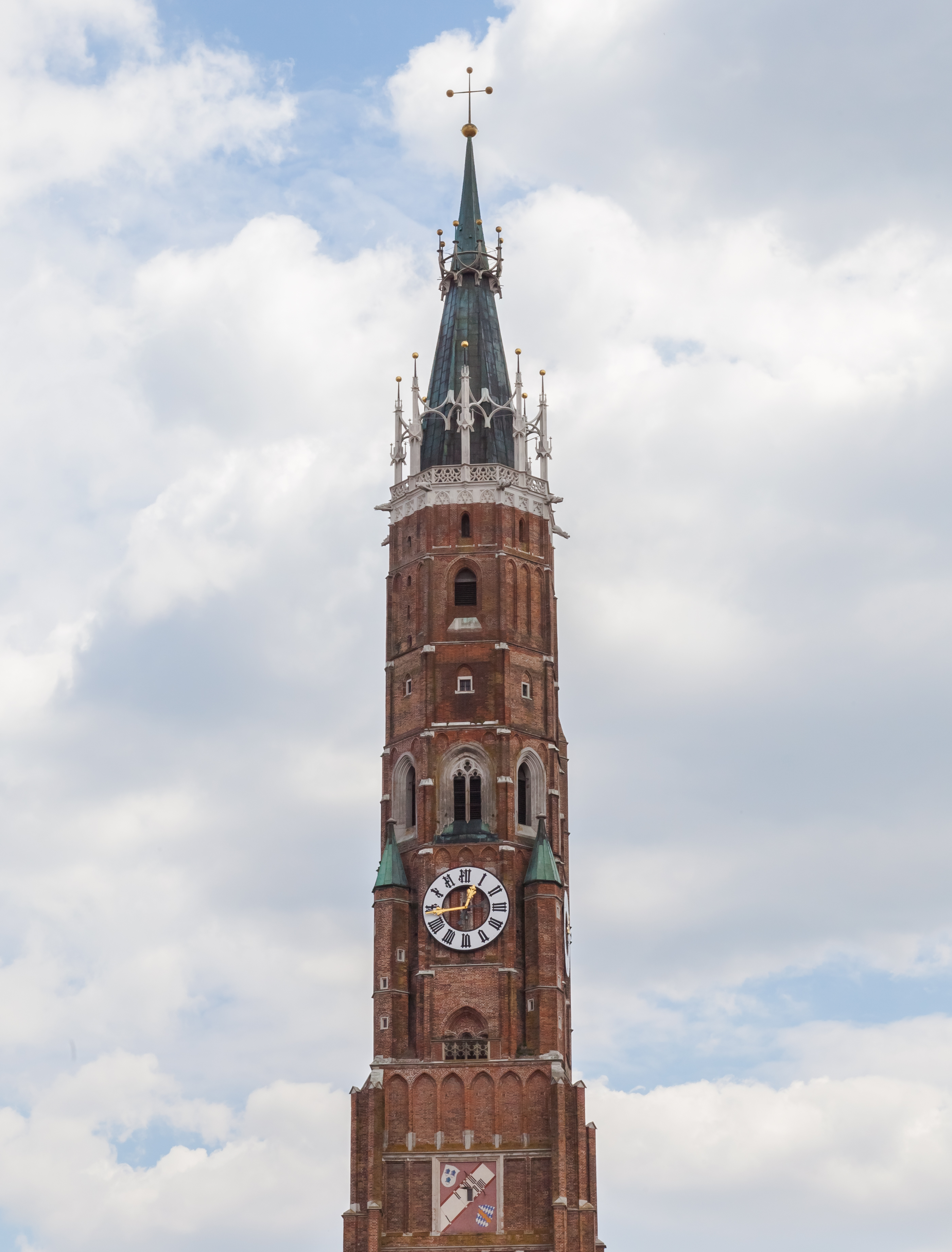
La tour.
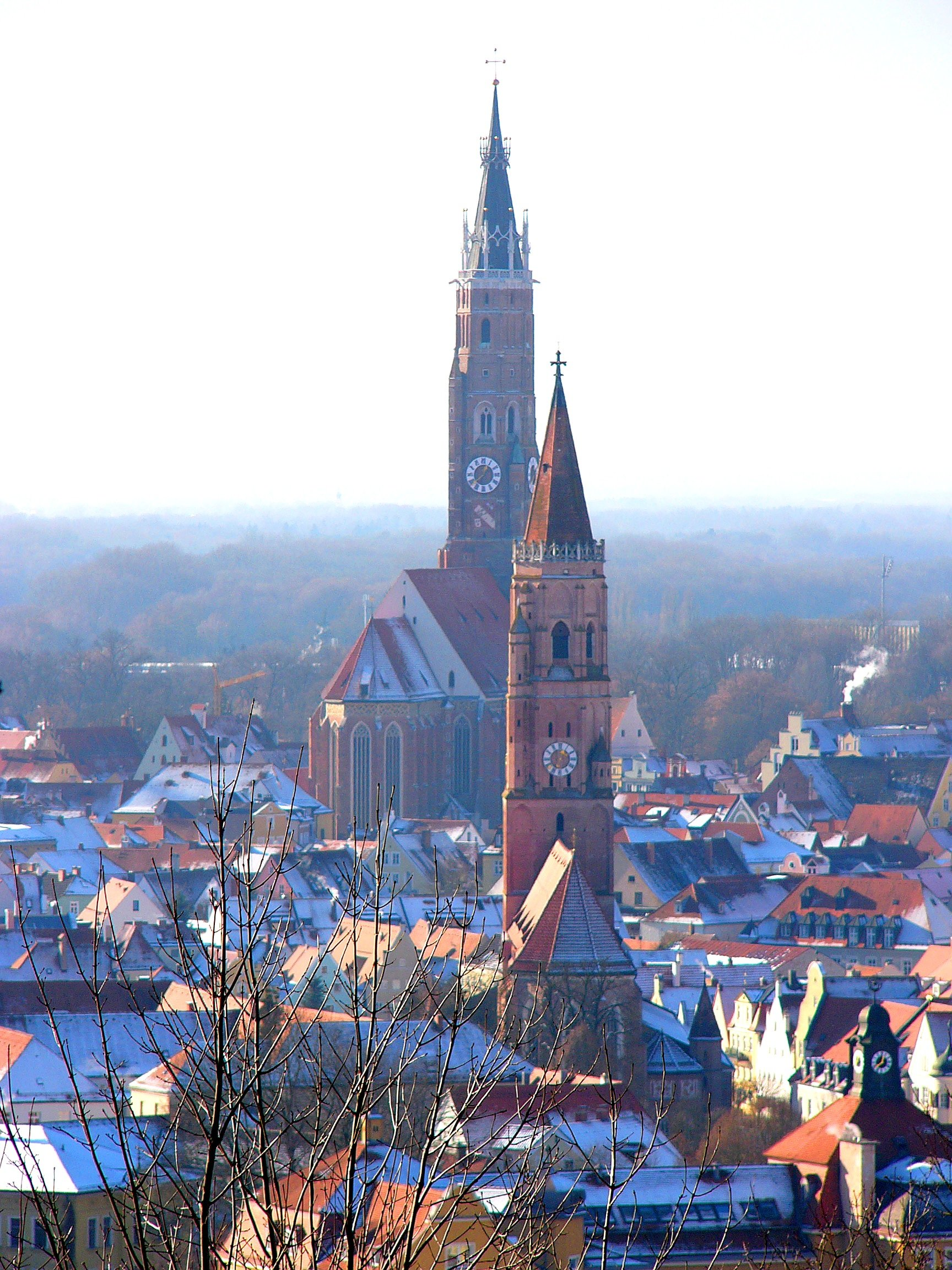
Saint-Martin et Saint-Josse.
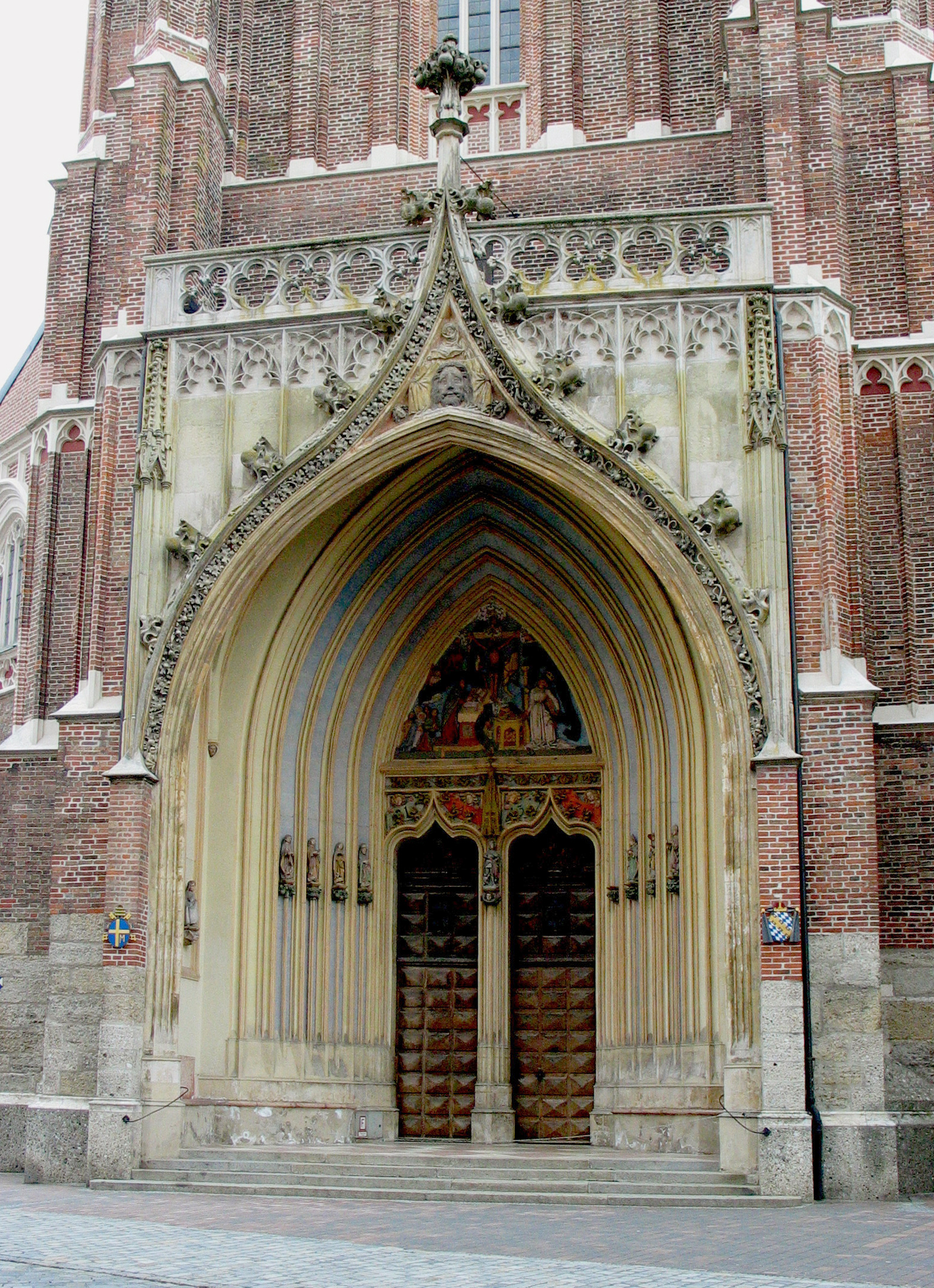
Le portail principal.
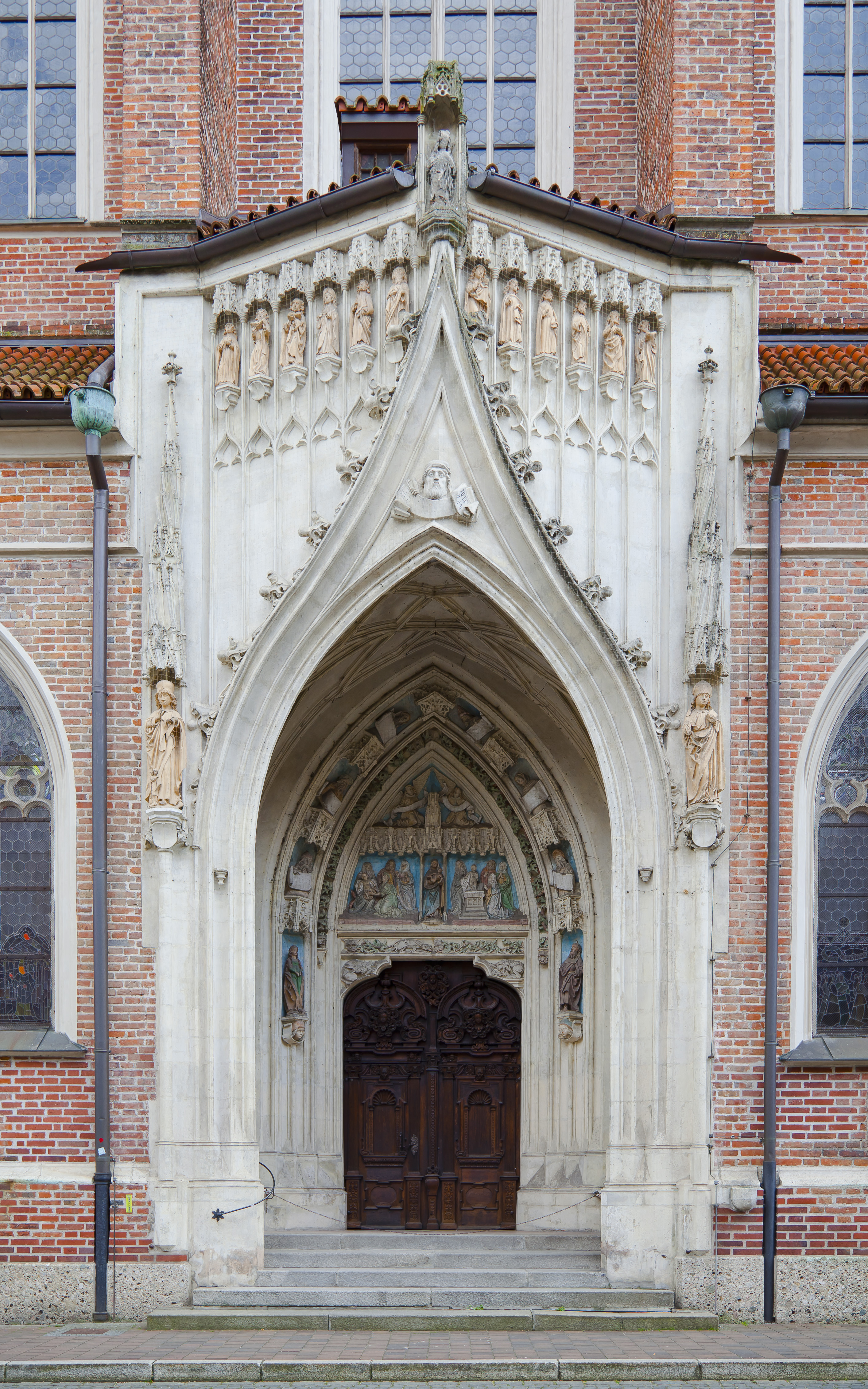
Un portail latéral.
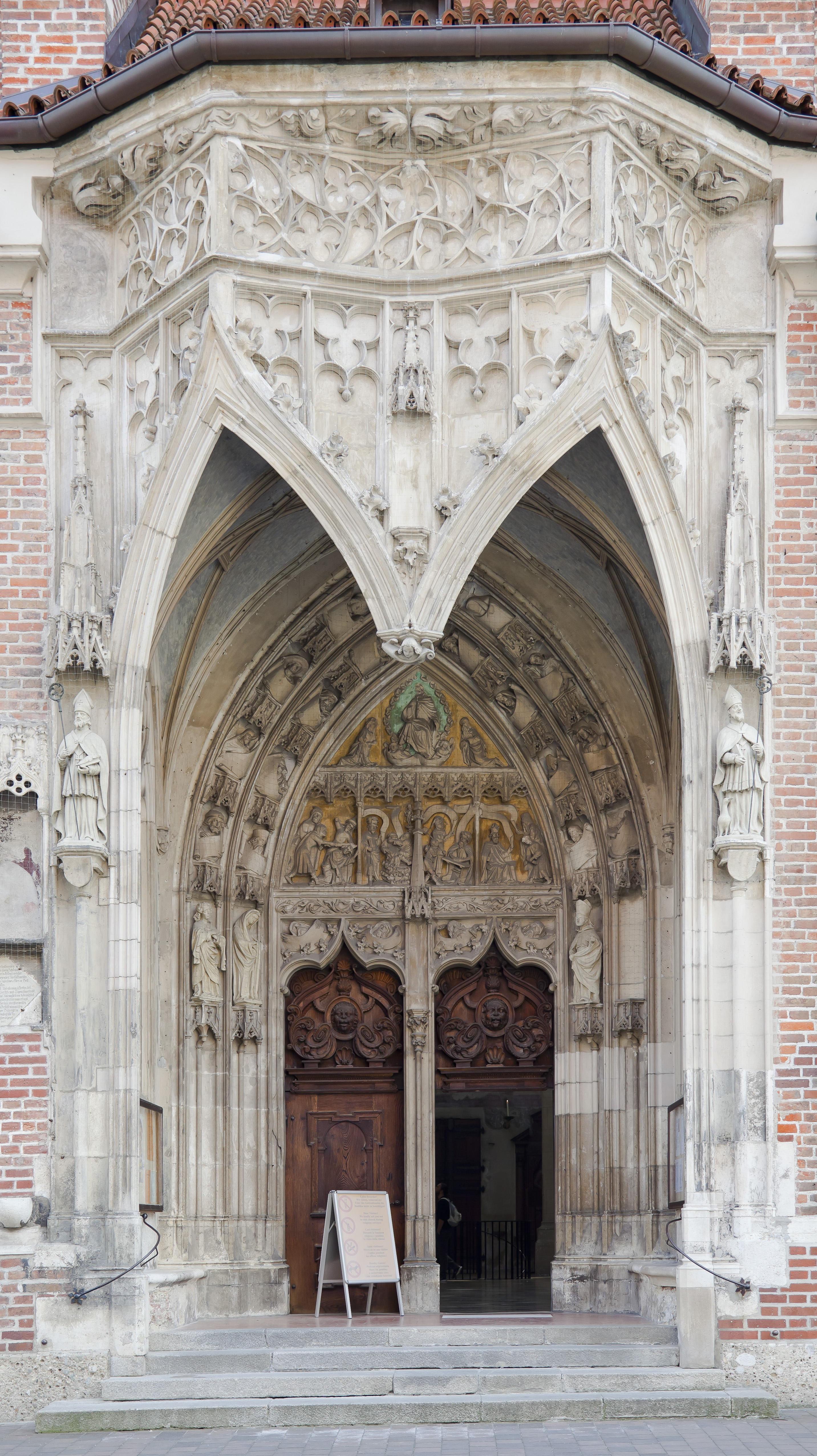
Un autre portail latéral.
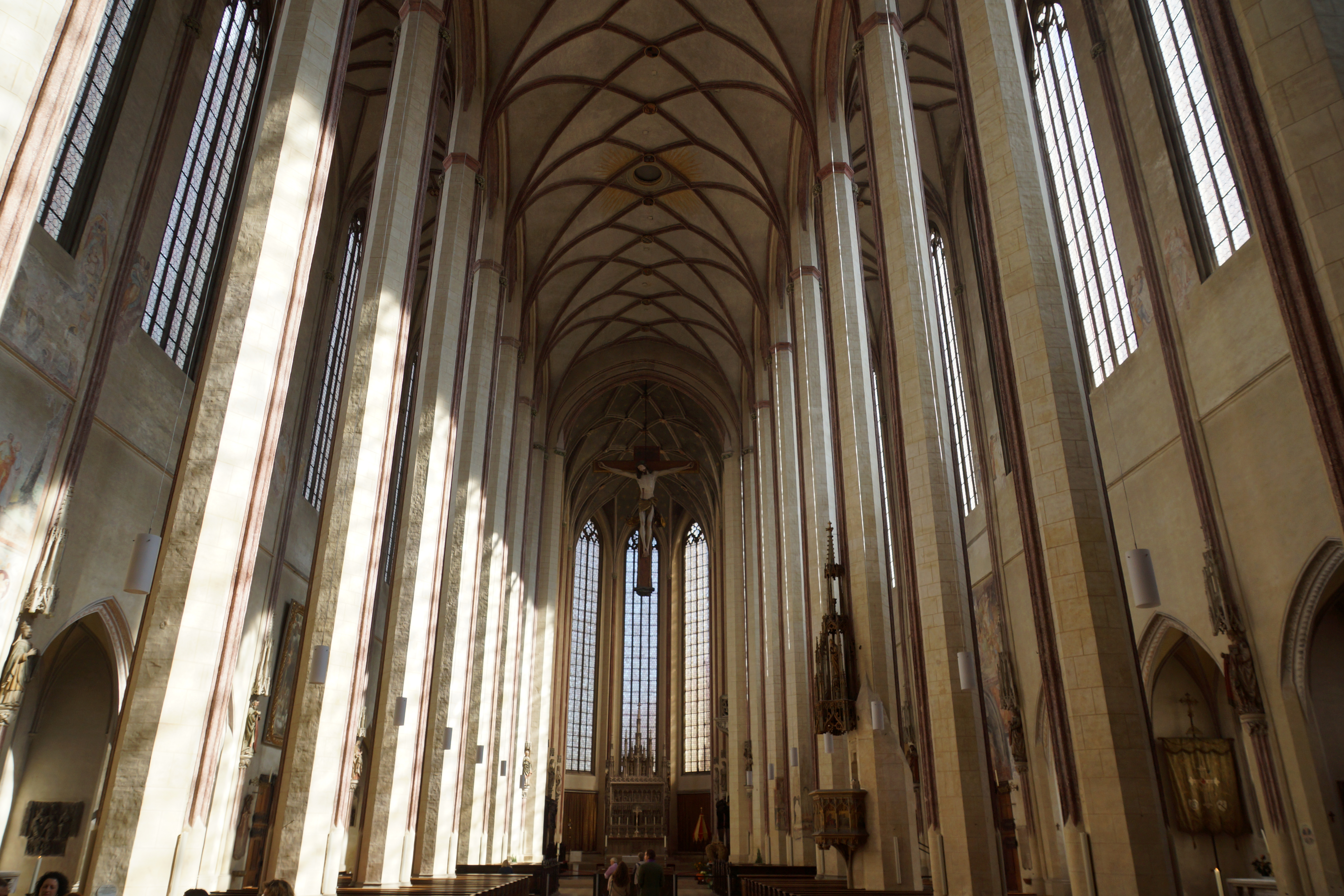
Intérieur.
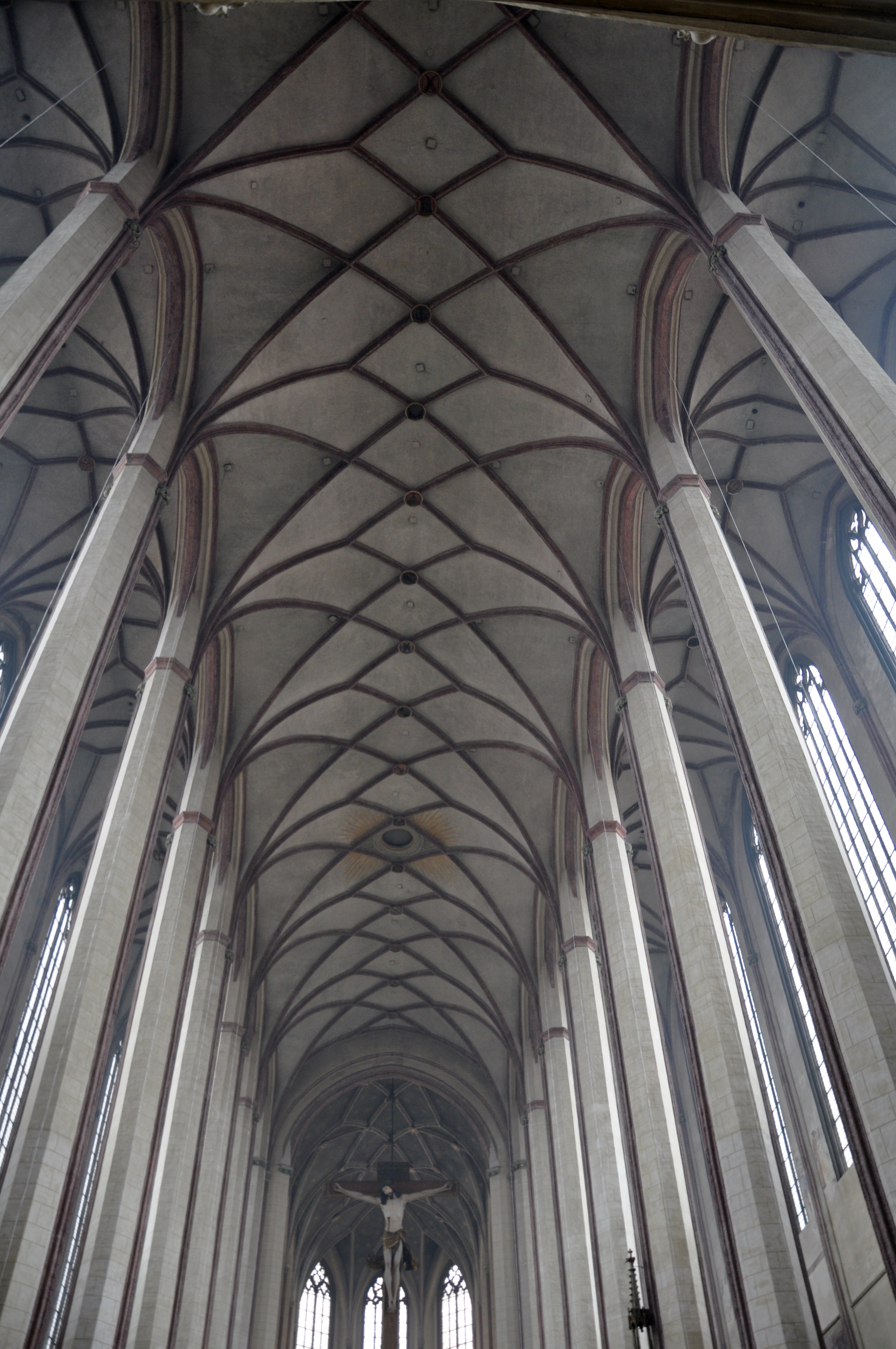
Voûte de la nef.
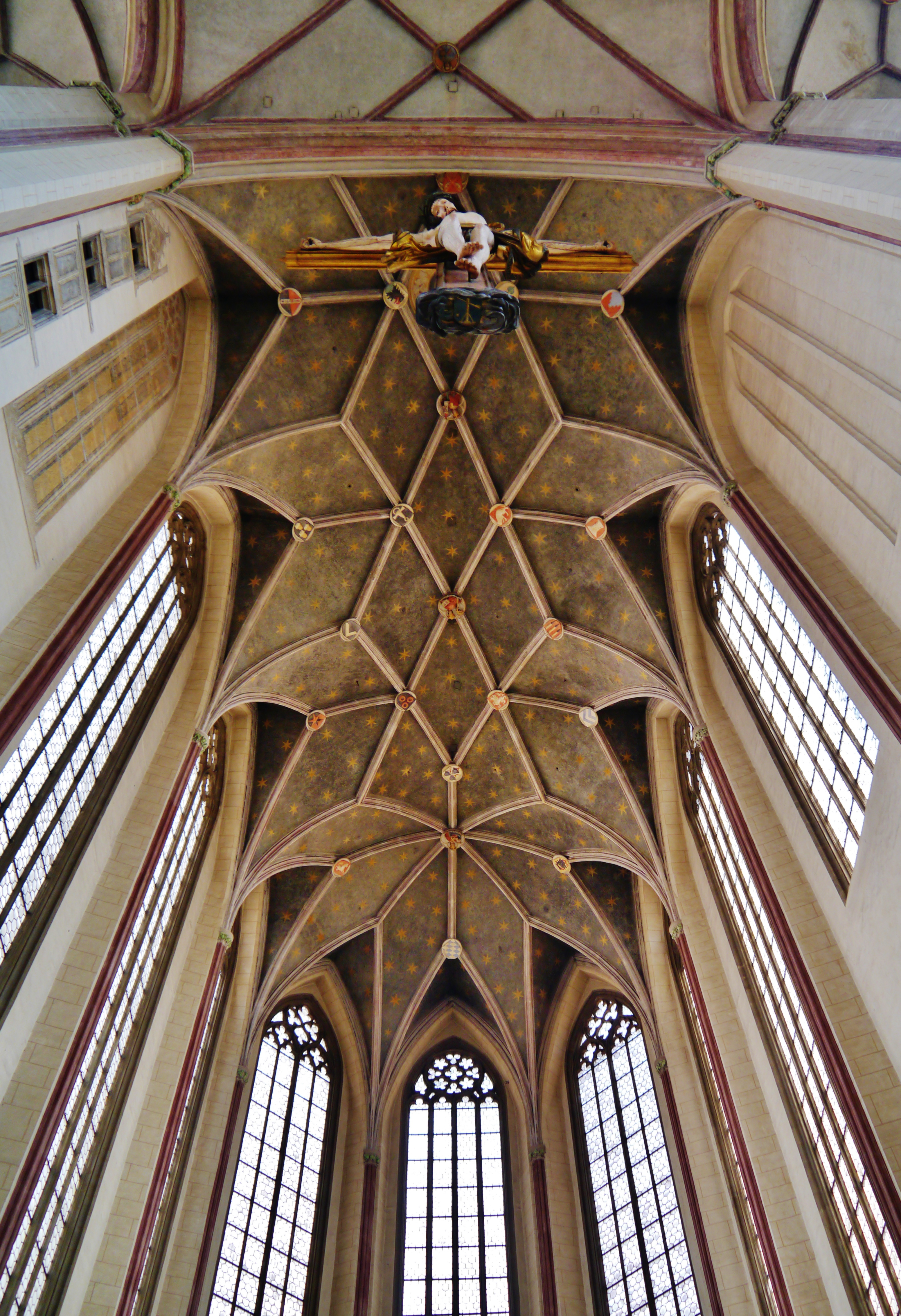
Voûte du chœur.